# Falling Spring
Falling Spring est une ville américaine située dans le comté de Greenbrier en Virginie-Occidentale.
Selon le recensement de 2010, Falling Spring compte 211 habitants. La municipalité s'étend sur 0,53 milles carrés (1,37 km2).
La ville doit son nom aux sources (springs en anglais) qui chutent (fall) dans la Greenbrier,. Elle devient une municipalité en 1906. Le bureau de poste de la ville est renommé Renick en 1913, tout comme l'avait été la gare en 1901. Ce nom provient de la famille Renick, qui possédait les terres où la ville fut construite.